# 吉祥院病院
吉祥院病院（きっしょういんびょういん）は、公益社団法人京都保健会が京都府京都市南区に設置する病院。
救急告示病院、京都府在宅療養あんしん病院に指定。また全日本民主医療機関連合会（民医連）に加盟している。

## 沿革
(この節の出典)
- 1951年12月3日　吉祥院診療所開設
- 1955年9月30日　京都保健会設立総会
- 1956年2月　吉祥院診療所移転(井ノ口町42)、新築(鉄筋平屋建て)
- 1956年3月20日　京都保健会「法人設立許可(社団法人)」を受ける
- 1958年5月15日　吉祥院病院開設　(診療所を病院化－２０床でスタート)
- 1962年2月　35床に増床
- 1963年　病院患者会「やすらぎ会」(高血圧)、「たちばな会」(糖尿病)発足
- 1969年5月28日　病院増改築のための吉祥院病院付属吉祥院診療所開設
- 1970年　増改築完成(67床)、障害児医療を開始する
- 1975年1月　18床増床にて75床の許認可を受ける。
- 1976年4月　吉祥院病院付属鍼灸治療所開設
- 1980年5月　2床増床にて77床の許認可を受ける。
- 1982年5月　9床増床にて86床の許認可を受ける。
- 1983年8月　住所変更(行政上)井ノ口町43
- 1985年8月25日　京都市長選挙投票日、吉祥院病院に京都府警が公職選挙法違反容疑で不当捜査を深夜におこなう
- 1985年10月11日　選挙弾圧反対闘争に勝利
- 1987年10月1日　障害児医療部門が右京病院に移動
- 1987年12月6日　吉祥院病院友の会発足総会
- 1988年8月13日　改築・改装竣工記念集会、｢北側の老朽化した木造棟の改築(3階建)と南棟改造､CT導入､重患室｡入浴設備整備
- 1994年5月26日　吉祥院訪問看護ステーション開設
- 1995年7月21日　管理棟増改築
- 1996年4月　院外処方箋発行開始
- 1999年4月1日　一般病床86床を、一般病棟44床・療養病棟30床に変更　吉祥院病院在宅課をあらぐさ診療所として診療所開設
- 1999年9月　ヘルパーステーション吉祥院開設
- 2000年9月1日　あらぐさ診療所、吉祥院訪問看護ステーション、ヘルパーステーション吉祥院を吉祥院西浦町23に移転(在宅総合センターづくり)、あらぐさ診療所併設のデイサービス事業を開始
- 2000年10月1日　吉祥院こども診療所開設
- 2002年5月　あらぐさ診療所医師による24時間訪問診療拘束体制スタート
- 2002年10月　吉祥院病院附属鍼灸治療所開設（再開）
- 2004年9月　あらぐさ新ディサービス完成、あらぐさ新ディサービス定員30名拡大(法人定款の変更許可)
- 2006年7月　ISO9001認証取得
- 2011年10月　一般病棟44床・療養病棟30床を、一般病床44床に変更

## 診療科
(この節の出典)
- 内科
- 呼吸器内科
- 消化器内科
- 循環器内科
- 神経内科
- 外科
- 整形外科
- こう門外科
- 泌尿器科

## 医療機関の認定
(この節の出典)
- 保険医療機関
- 労災保険指定医療機関
- 指定自立支援医療機関（精神通院医療）
- 身体障害者福祉法指定医の配置されている医療機関
- 特定疾患治療研究事業指定医療機関
- 生活保護法指定医療機関
- 結核指定医療機関
- 無料低額診療事業実施医療機関院
- 原子爆弾被害者一般疾病医療取扱医療機関
- 公害医療機関
- 救急告示病院（二次救急）[4]
- 京都府在宅療養あんしん病院[5]
- このほか、各種法令による指定・認定病院であるとともに、各学会の認定施設でもある。

## 特徴
- 法人の方針により、差額ベッド料（個室料）を徴収していない[6]。

## 交通アクセス
- JR京都線「西大路駅」徒歩7分[7]
- 京都市営バス「西大路九条」停留所下車、南西へ徒歩５分[7]
- 京都市営バス「吉祥院車道町」停留所下車、南東へ徒歩５分[7]

## 関連施設

### 公益社団法人京都保健会が設置する病院
- 京都民医連中央病院 - 京都市右京区。
- 京都協立病院 - 京都府綾部市。

## 周辺
- イオン洛南ショッピングセンター
- 京都吉祥院郵便局
- 京都市立吉祥院小学校